# MXD4
MXD4 (англ. MAX dimerization protein 4) – білок, який кодується однойменним геном, розташованим у людей на короткому плечі 4-ї хромосоми.  Довжина поліпептидного ланцюга білка становить 209 амінокислот, а молекулярна маса — 23 528.
| 10         |  | 20         |  | 30         |  | 40         |  | 50         |
| ---------- |  | ---------- |  | ---------- |  | ---------- |  | ---------- |
| MELNSLLILL |  | EAAEYLERRD |  | REAEHGYASV |  | LPFDGDFARE |  | KTKAAGLVRK |
| APNNRSSHNE |  | LEKHRRAKLR |  | LYLEQLKQLV |  | PLGPDSTRHT |  | TLSLLKRAKV |
| HIKKLEEQDR |  | RALSIKEQLQ |  | QEHRFLKRRL |  | EQLSVQSVER |  | VRTDSTGSAV |
| STDDSEQEVD |  | IEGMEFGPGE |  | LDSVGSSSDA |  | DDHYSLQSGT |  | GGDSGFGPHC |
| RRLGRPALS  |  |            |  |            |  |            |  |            |

A: Аланін

C: Цистеїн

D: Аспарагінова кислота

E: Глутамінова кислота

F: Фенілаланін

G: Гліцин

H: Гістидин

I: Ізолейцин

K: Лізин

L: Лейцин

M: Метіонін

N: Аспарагін

P: Пролін

Q: Глутамін

R: Аргінін

S: Серин

T: Треонін

V: Валін

Кодований геном білок за функцією належить до репресорів. 
Задіяний у таких біологічних процесах як транскрипція, регуляція транскрипції. 
Білок має сайт для зв'язування з ДНК. 
Локалізований у ядрі.